# Уткін Андрій Іванович
Андрій Іванович Уткін (12 жовтня 1900, село Озьори Коломенського повіту Московської губернії, тепер місто Московської області, Російська Федерація — 1987, місто Москва, Російська Федерація) — радянський і російський державний діяч, заступник голови Ради народних комісарів РРФСР.

## Біографія
Трудову діяльність розпочав кур'єром на фабриці.
З 1919 по 1922 рік служив у Червоній армії, учасник Громадянської війни в Росії. 
Член ВКП(б) із 1926 року.
Закінчив Московський текстильний інститут.
З жовтня 1930 року — перший директор Воскресенской фетрової фабрики імені 9 січня Московської області.
7 квітня 1939 — 6 вересня 1940 року — народний комісар легкої промисловості Російської РФСР.
6 вересня 1940 — 17 липня 1943 року — заступник голови Ради народних комісарів Російської РФСР.
У липні 1943 — вересні 1945 року — начальник «Головтрикотажу» Народного комісаріату легкої промисловості СРСР.
З 10 вересня 1945 року — начальник відділу зведеного планування Економічного управління РВАГ (Радянської військової адміністрації в Німеччині). З 25 січня 1946 року — заступник начальника, з 6 березня 1946 року — начальник Управління у справах радянських акціонерних товариств у Німеччині.
Подальша доля невідома. Помер у 1987 році.

## Нагороди
- орден Леніна (20.07.1940)
- медалі